# فهرست علوم زیستی

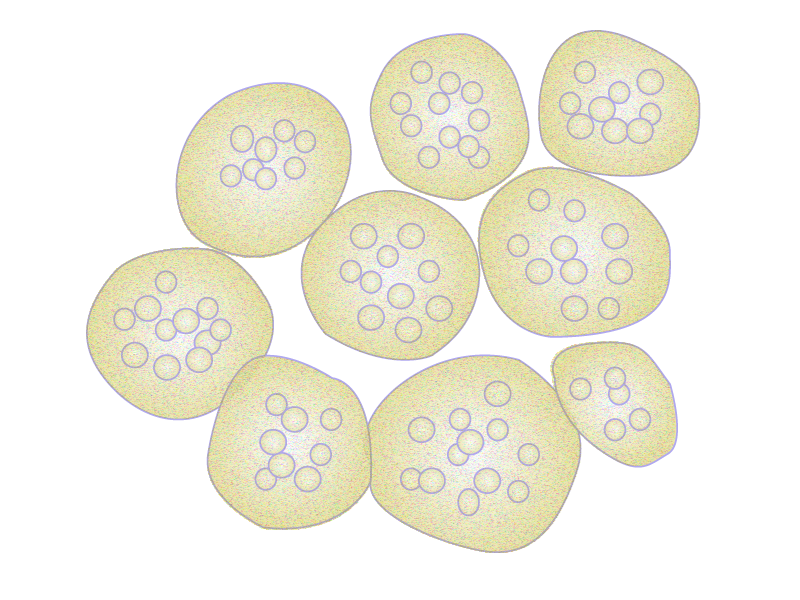
نمایی از سلول‌های Sf9، یک جدایه کلونال از سلول‌های Spodoptera (IPLB-Sf21-AE)، که معمولاً در کشت سلولی حشرات برای تولید پروتئین نوترکیب استفاده می‌شوند.

علوم زیستی (به انگلیسی: life sciences) به همه رشته‌های علمی همچون: زیست‌شناسی، پزشکی، انسان‌شناسی و بوم‌شناسی گفته می‌شود که با جانداران، فرایندهای زیستی و روابط متقابل آن‌ها با یکدیگر و زیست‌بوم آن‌ها سروکار دارد.
این رشته‌ها عبارتند از:
- آناتومی
- زیست‌شیمی
- زیست‌شناسی
- زیست‌فناوری
- بوم‌شناسی
- علوم تغذیه
- ژنتیک
- ژنومیک
- علوم بهداشت
- ایمنی‌شناسی
- میکروبیولوژی
- زیست‌شناسی مولکولی
- بینایی‌سنجی
- انگل‌شناسی
- پاتولوژی
- کشاورزی
- داروشناسی
- فیزیولوژی
- جانورشناسی